# Ferenc Szálasi
Ferenc Szálasi (Szálasi Ferenc em húngaro, AFI: [sa:laʃi fɛrɛnts]) (Kassa, 6 de janeiro de 1897 – Budapeste, 12 de março de 1946) foi um destacado político e militar húngaro, especialmente entre os âmbitos filo-nazista e de extrema-direita; foi o líder nacional-socialista do Partido da Cruz Flechada, o "Líder da Nação" (Nemzetvezető), sendo ao mesmo tempo Chefe de Estado e o primeiro-ministro do "Governo de Unidade Nacional" do Reino da Hungria (Nemzeti Összefogás Kormánya) durante os últimos três meses de participação da Hungria na Segunda Guerra Mundial. Durante seu breve governo, os homens de Szálasi assassinaram de 10 000 a 15 000 judeus. Depois da guerra, ele foi executado pelos soviéticos por crimes contra a humanidade.